# Taifa

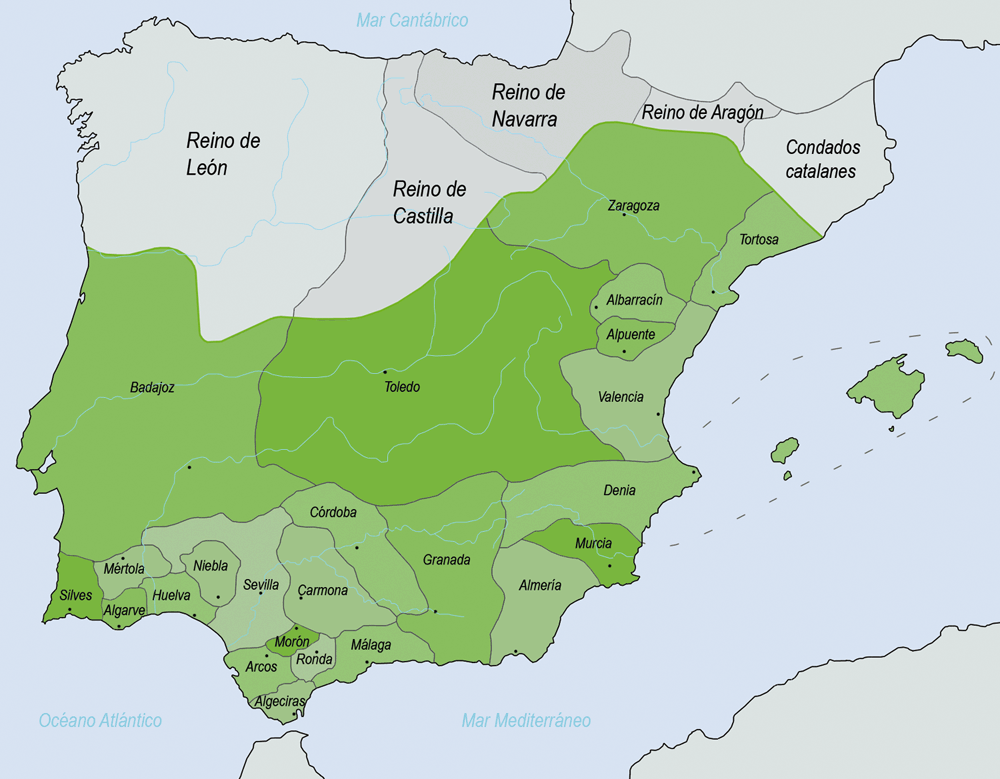
De taifas (groen) in 1031

De Spaanse en Portugese term taifa (vanuit het Arabisch: طائفة ta'ifa (Nederlands: groep, menigte of partij) meervoud طوائف tawa'if) verwijst in de geschiedenis van het Iberisch Schiereiland naar de onafhankelijke islamitische rijkjes waarvan er zich een deel had gevormd in Spanje en Portugal na de definitieve ineenstorting van het kalifaat Córdoba in 1031. Het kalifaat Córdoba wordt ook wel het Iberische kalifaat van de Omajjaden genoemd. De Omajjaden waren een Arabische clan en heersersgeslacht, oorspronkelijk afkomstig uit Damascus, waar ze het Islamitisch Kalifaat bestuurden (waarvan toen ook Spanje en Portugal deel uitmaakte), tot ze verdreven werden door de Abassieden.

## Geschiedenis
De oorsprong van de taifa's moet gezocht worden in de administratieve onderverdeling van bovengenoemd kalifaat, alsook in de etnische opsplitsing van de elite van het kalifaat. Deze opsplitsing bestond uit Arabieren (een machtige maar zeer kleine minderheid), Berbers, Iberische moslims (ook gekend als Muladíes) en voormalige Oost-Europese Slaven. De meeste rijkjes werden gedomineerd door één enkele familie of een groep van families.
De grootste taifastaten lagen in het noorden, met Zaragoza, Toledo en Badajoz als hoofdplaatsen. In de loop der tijden werden hun grenzen regelmatig hertekend, dit door gebiedsuitbreidingen en het incorporeren van hen omringende taifa's.
Tijdens het kalifaat Cordoba moesten de christelijke koninkrijkjes aan de rand van de Pyreneeën tribuut betalen aan het kalifaat om gevrijwaard te blijven van aanvallen. Maar na het ineenstorten van het Omajjaden-rijk werden de rollen omgekeerd en zagen de uit het kalifaat ontstane taifa's, de verdeelde moslimkoninkrijkjes, zich nu verplicht tot het betalen van afkoopsommen, Ze moesten zich onderwerpen aan de machtigere christelijke koninkrijken uit het noorden. Van al deze christelijke koninkrijken was eerst León maar later Castilië het machtigste.
Gedurende deze periode vochten de taifa-emirs niet alleen tegen de christelijke Iberische koninkrijken maar vooral ook onderling, wat uiteindelijk de voornaamste reden was dat ze de christelijke buren niet meer konden weerstaan. Niet enkel om zuiver militaire redenen bevochten de emirs elkaar, maar ook om het prestige. Voor dit laatste trachtten ze de beroemdste dichters en kunstenaars aan hun hof te verzamelen. De taifa-periode was een goede tijd voor moslim-huurlingen die hun diensten aan de meestbiedende aanboden. Soms waren de hoogstbetalenden christelijke koninkrijkjes, Het was voor moslim-huurlingen echter geen beletsel om hun geloofsgenoten te bestrijden.
Omgekeerd huurden sommige taifa's ook christelijke ridders in om hen bij te staan in hun onderlinge oorlogen. De beroemdste van deze huurlingen was El Cid.
Door de jaren heen werden de af te dragen sommen steeds groter, zodat er geen geld overbleef voor de economische en militaire ontwikkeling van hun staat.
Vanwege de militaire zwakte deden de taifa-prinsen een beroep op Noord-Afrikaanse krijgers om de christelijke ridders te bestrijden. De Noord-Afrikaanse Almoraviden werden na de verovering van Toledo (1085) door het koninkrijk Castilië daartoe uitgenodigd. Maar in plaats van de taifa-emirs te helpen, annexeerden de Almoraviden de taifa's en voegde ze toe aan hun eigen Noord-Afrikaanse rijk. 
De taifa's kenden een tweede periode van grote bloei tegen het midden van de 12e eeuw toen het rijk van de Almoraviden in verval raakte en de emirs weer hun onafhankelijkheid konden afdwingen. Maar de christelijke noorderburen zagen al snel weer kans om de opnieuw verdeelde moslims in het nauw te drijven en de emirs riepen na de val van Lissabon 1147 de Almohaden te hulp . Maar ook de Almohaden annexeerden de taifarijkjes. Nadat ook de Almohaden op hun beurt in verval raakten, was er een korte derde periode van onafhankelijkheid voor de emirs, maar alras drongen de steeds sterker wordende koninkrijken León, Aragon en Castilië de moslims definitief in de verdediging, tot uiteindelijk Granada als laatste moslimstaat in Spanje in 1492 veroverd werd.

## Lijst van de taifa's

De taifa's in 1037

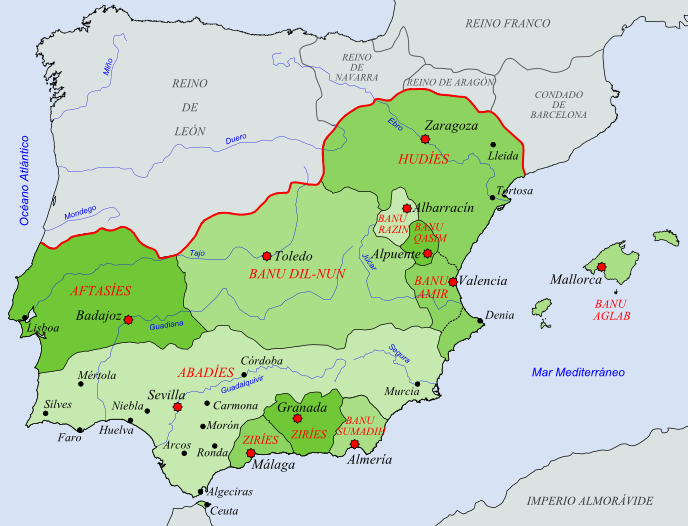
De taifa's in 1080

De taifa's van Sevilla

Na de val van het kalifaat van Córdoba in 1031 waren ongeveer 33 taifas onafhankelijk na de burgeroorlog en het conflict in Al-Andalus. De sterkste en grootste taifa in deze eerste periode (11e eeuw) waren de Taifa van Zaragoza, Taifa van Toledo, Taifa van Badajoz en de Taifa van Sevilla. De enige Taifa die de meeste van de zwakke buren heeft veroverd, was Taifa van Sevilla onder de heerser van de Abbadid-dynastie.

### Taifa's in de eerste periode (11de eeuw)
Al-Tagr Al-Adna (Centraal Portugal)
- Badajoz: 1013–1094
- Lissabon: 1022–1093

Al-Garb (Algarve)
- Mértola: 1033–1044
- Huelva en Saltés: 1012/13–1053
- Santa María de Algarve: 1018–1051
- Silves: 1040–1063

Al-Tagr Al-Awsat (Castilië)
- Talavera de la Reina: 1073–1080
- Toledo: 1035–1085

Al-Andalus (Andalusië)
- Algeciras: 1035–1058
- Arcos: 1011–1068
- Carmona: 1013–1091
- Córdoba: 1031–1070
- Granada: 1013–1090
- Málaga: 1026/27–1057 en 1073–1090
- Morón: ca. 1010–1066
- Niebla: 1023–1053
- Ronda: 1039–1065
- Sevilla: 1031–1091

Al-Maghreb
- Ceuta: 1061–1084
- Melilla: 1030–1079

Al-Tagr Al-A'la (Aragón en Catalonië)
- Albarracín: 1012–1104
- Alpuente: 1009–1106
- Rueda: 1118–1130
- Tortosa: ca. 1009–1060 en 1081–1099
- Tudela: 1046–1057
- Zaragoza: 1013–1110

Al-Sharq (Levante en de Balearen)
- Almería: 1012–1038 en 1041–1091
- Calatayud: 1046–1055
- Dénia: 1010–1076
- Huesca: 1046/47–1048
- Jérica: 11de eeuw

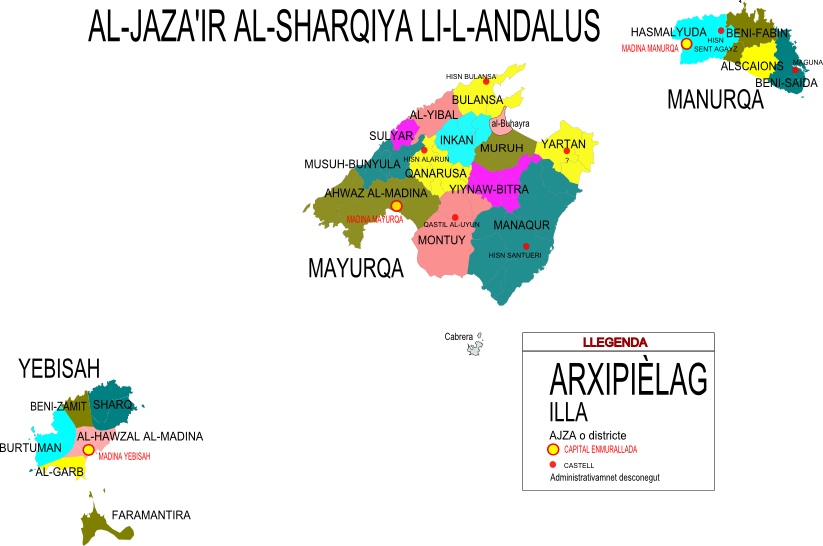
De Arabische benamingen van gebieden op de Balearen

- Lérida: 1031–1039 en 1046–1078 en 1082–1102
- Lorca: 1042–1091
- Majorca: 1067–1116
- Molina: 1080–1129
- Murcia: 1011–1014 en 1065–1078
- Murviedro: 1086–1092
- Segorbe: 1065–1075
- Valencia: 1010–1065 en 1075–1099

### Taifa's in de tweede periode (12de eeuw)
Portugal
- Badajoz: 1144–1151
- Beja en Évora: 1114–1150
- Cáceres: 1159–1171
- Mértola: 1144–1145 en 1146–1151
- Santarém: 1144–1145
- Silves: 1144–1151
- Tavira: 1146–1150

Aragón
- Rueda: 1118–1130

Levante en de Balearen
- Almería: 1145–1147
- Murcia: 1145 en 1147–1172
- Majorca: 1147–1203
- Valencia: 1145–1147

Andalusië
- Arcos: 1143–1145
- Carmona: 1143–1150
- Constantina en Hornachuelos: ca. 1143–1150
- Granada: 1145
- Guadix en Baza: 1145–1151
- Jaén: 1145–1159 en 1168
- Jerez: 1145
- Málaga: 1145–1153
- Niebla: 1145–1150
- Purchena: 1145–1150
- Segura: 1147–ca. 1150
- Tejada: 1145–1150

### Taifa's in de derde periode (13de eeuw)
Portugal
- Santa María de Algarve: 1242–1262

Andalusië
- Arjona: 1232–1244
- Baeza: 1224–1226
- Gibraltar: 1340–1462
- Málaga: 1229–1239
- Niebla: 1234–1262

Levante en de Balearen
- Dénia: 1224–1227
- Lorca: 1228–1250
- Minorca: 1228–1287
- Murcia: 1228–1266
- Orihuela: ca. 1239–1249
- Valencia: 1229–1238

Magreb
- Ceuta: 1233–1236 & 1249–1305

Wordt ook soms meegerekend tot de taifa's:
- Granada: 1237–1492

### Dynastieën tijdens de taifa-periode
- Abbadiden
- Aftasiden
- Amiriden
- Banu Amrus
- Banu Ghaniya
- Banu Harun
- Banu Hud
- Banu Ifran
- Banu Jahwar
- Banu Khalaf
- Banu Mardanish
- Banu Marwan
- Banu Qasi
- Banu Razin
- Banu Salama
- Banu Shabrit
  - Banu Tawil
- Banu Tujib
  - Banu Sumadih
- Dhulnuniden
- Hammudiden
- Nasriden
- Tahiriden
- Ziriden

## Italië
- Taifa's ontstonden ook op Sicilië en in Bari (Apulië).